# マタディ
マタディ (Matadi) は、コンゴ民主共和国の港町で、バ・コンゴ州の州都。2004年現在、人口約235,400人。コンゴ川の左岸、大西洋とキンシャサの中間に位置している。1879年、アメリカ人探検家のヘンリー・モートン・スタンリーによって開かれた。
マタディとは、コンゴ語で「石」を意味する単語。

## 地理
コンゴ川の河口から120kmさかのぼった場所にあり、外洋船が着岸できる。マタディから350km上流のキンシャサまでは、リビングストン滝と呼ばれる急流が連続しており、船の航行が不可能である。そのため、内国水運の結節点であるキンシャサまでの鉄道が引かれ、コンゴ唯一の外港として発展してきた。

## 文化
街は斜面の急な丘に造られているため、移動が困難な場所である。
この街からコンゴ川の上流にかけては、1485年にポルトガル人探検家ディオゴ・カンによって、彼のコンゴ川旅行の限界として落書きの彫刻がなされて以来、探検のための洞窟が多くある場所として有名である。

## インフラストラクチャー
ムポゾ川の発電所から、この街に電気が供給されており、キンシャサまで約350km線路が続いている。また、大西洋へ出ることが容易なことから、港は中部アフリカの中でも最大級であり、国内の輸出入における大きな役割を担っている。主要な輸出品は、コーヒーと木材。また、州の漁業会社 Pemarza では、首都キンシャサへ魚を届けるため、この港を利用している。Tshimpi空港が近くにあるが、不活性状態である。
1983年コンゴ川を横断する、722メートルの道路・鉄道併用橋が建設された。しかし、コンゴ川河口のバナナ港まで延びるはずだった鉄道は着工のめどが立たず、現在は道路のみの供用となっている。また、近くの丘にはマタディ・キンシャサ鉄道の建設者に対する記念碑（モニュメント）が建っている。